# فوسفيد الصوديوم
فوسفيد الصوديوم هو مركب لاعضوي صيغته الكيميائية Na3P صلب  وأسود. وهو مصدر لأنيون الفوسفيد شديد النشاط الكيميائي، ولذا ينبغي عدم خلطه بفوسفات الصوديوم.
توجد خمسة مركبات أخرى من عنصري الصوديوم والفوسفات فقط إلى جانب فوسفيد الصوديوم، وهي: NaP, Na3P7, Na3P11, NaP7, and NaP15.

## التحضير
أول من حضر فوسفيد الصوديوم هو الباحث الفرنسي ألكسند بودريمونت في منتصف القرن التاسع عشر عن طريق معاملة الصوديوم المنصهر بخماسي كلوريد الفوسفور.
8 Na(l)  +  PCl5  →  5NaCl  +  Na3P
ظهرت بعد ذلك طرق أخرى لتحضير المركب. ونظراً لقابليته للاشتعال وسميته، يستخدم هذا المركب فقط في الموقع. ومن هذه الطرق اختزال الفوسفور الأبيض بسبيكة الصوديوم والبوتاسيوم.
P4 + 12 Na  →  4 Na3P

## الاستخدام
يستخدم مركب فوسفيد الصوديوم كمصدر لأيون الفوسفيد، كما يستخدم تجارياً كمحفز إلى جانب مركبي فوسفيد الزنك وفوسفيد الألومنيوم لإنتاج مبلمر كما في بلمرة البروبين و4-ميثيل-1-بنتين.

بلمرة البروبين

## الاحتياطات
فوسفيد الصوديوم من المركبات الخطيرة نظراً لأنه ينتج غاز الفوسفين السام عند تحلله المائي وهذه العملية طاردة للحرارة وينتج عنها حرائق، لذا فقد منعت وزارة النقل الأمريكية نقل هذا المركب على طائرات الركاب أو البضائع أو القطارات بسبب احتمال حدوث حرائق أو تسمم.